# 900 Biscayne Bay
900 Biscayne Bay ist der Name eines in Miami befindlichen Wolkenkratzers. Der Grundstein für das Gebäude wurde im Jahr 2005 gelegt. Drei Jahre später, im Jahr 2008, war das Hochhaus bezugsfertig. Mit einer Höhe von 198 Metern stellte es zu diesem Zeitpunkt das dritthöchste Gebäude in Miami dar, nach dem Four Seasons Hotel & Tower mit 240 Metern und dem 233 Meter hohen Southeast Financial Center. Es war zusätzlich das höchste bestehende Gebäude in Miami, das ausschließlich für Wohnungen benutzt wird. 900 Biscayne Bay zählt insgesamt 65 Stockwerke, welche über 516 Wohnappartements verfügen. Im Gebäude wurden 13 Aufzüge installiert.

## Weblinks

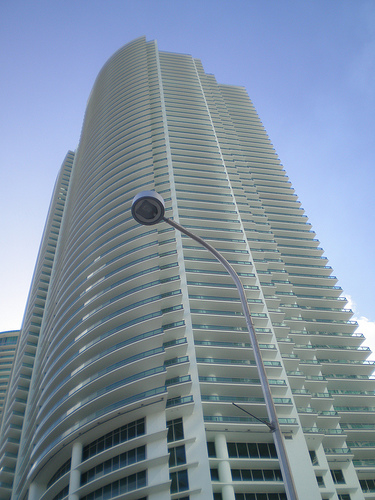
Blick von unten auf das Gebäude